# Catocala walshii
Catocala walshii är en fjärilsart som beskrevs av W.H. Edwards 1864. Catocala walshii ingår i släktet Catocala och familjen nattflyn. Inga underarter finns listade i Catalogue of Life.